# 萨钦·迪亚斯
萨钦·迪亚斯（英語：Sachin Dias，1996年7月18日—），斯里蘭卡男子羽毛球運動員。

## 簡歷
2016年12月，萨钦·迪亚斯出戰印度羽毛球國際挑戰賽，與布万尼卡·古尼特希尔卡合作打進男子雙打比賽四強。

## 主要比賽成績
只列出曾進入準決賽的國際賽事成績：
| 年份   | 賽事                       | 公開賽級別 | 項目     | 搭檔                  | 成績   |
| ------ | -------------------------- | ---------- | -------- | --------------------- | ------ |
| 2014年 | 青年奧林匹克運動會羽球比賽 | 其他       | 混合雙打 | 何冰嬌                | 銅牌   |
| 2016年 | 南亞運動會羽毛球比賽       | 其他       | 男子團體 | －                    | 銀牌   |
| 2016年 | 南亞運動會羽毛球比賽       | 其他       | 男子單打 | －                    | 銅牌   |
| 2016年 | 南亞運動會羽毛球比賽       | 其他       | 男子雙打 | 布万尼卡·古尼特希尔卡 | 銅牌   |
| 2016年 | 印度羽毛球國際挑戰賽       | 國際挑戰賽 | 男子雙打 | 布万尼卡·古尼特希尔卡 | 準決賽 |
| 2017年 | 雪梨羽毛球國際賽           | 國際系列賽 | 男子雙打 | 布万尼卡·古尼特希尔卡 | 準決賽 |
| 2018年 | 英聯邦運動會羽毛球比賽     | 其他       | 男子雙打 | 布万尼卡·古尼特希尔卡 | 第四名 |
| 2019年 | 珀斯羽毛球國際賽           | 未來系列賽 | 男子雙打 | 布万尼卡·古尼特希尔卡 | 準決賽 |
| 2019年 | 南亞運動會羽毛球比賽       | 其他       | 男子團體 | －                    | 銀牌   |
| 2019年 | 南亞運動會羽毛球比賽       | 其他       | 男子雙打 | 布萬尼卡·古尼特希爾卡 | 銀牌   |
| 2019年 | 南亞運動會羽毛球比賽       | 其他       | 混合雙打 | 蒂利妮·亨達赫瓦       | 銀牌   |
| 2021年 | 捷克羽毛球公開賽           | 國際系列賽 | 混合雙打 | 卡文迪·西丽万内奇     | 準決賽 |
| 2021年 | 匈牙利羽毛球國際賽         | 國際系列賽 | 混合雙打 | 卡文迪·西丽万内奇     | 準決賽 |
| 2021年 | 巴林羽毛球國際系列賽       | 國際系列賽 | 男子雙打 | 布万尼卡·古尼特希尔卡 | 準決賽 |
| 2021年 | 孟加拉羽毛球國際挑戰賽     | 國際挑戰賽 | 男子雙打 | 布万尼卡·古尼特希尔卡 | 冠軍   |
| 2021年 | 孟加拉羽毛球國際挑戰賽     | 國際挑戰賽 | 混合雙打 | 卡文迪·西丽万内奇     | 冠軍   |
| 2022年 | 奧里薩羽毛球公開賽         | 超級100賽  | 男子雙打 | 布萬尼卡·古尼特希爾卡 | 準決賽 |
| 2022年 | 奧里薩羽毛球公開賽         | 超級100賽  | 混合雙打 | 蒂利妮·亨达赫瓦       | 冠軍   |

| 2007-2017年 | 首要超級賽 | 超級賽 | 黃金大獎賽 | 大獎賽 | 國際挑戰賽 | 國際系列賽 | 未來系列賽 | 其他 |

| 2018-2026年 | 總決賽 | 超級1000賽 | 超級750賽 | 超級500賽 | 超級300賽 | 超級100賽 | 國際挑戰賽 | 國際系列賽 | 未來系列賽 | 其他 |

### 奧運會和世錦賽參賽紀錄
|          | 搭檔           | 2022  |
| -------- | -------------- | ----- |
| 男子雙打 | B·古尼特希尔卡 | 64強  |
|          |                |       |
| 混合雙打 | T·P·亨达赫瓦   | 64強1 |

1 賽前退賽